# آتوی (تگزاس)
آتوی (به انگلیسی: Atoy) یک منطقهٔ مسکونی در ایالات متحده آمریکا است که در شهرستان چروکی، تگزاس واقع شده‌است. آتوی ۸۵٫۰۴ متر بالاتر از سطح دریا واقع شده‌است.